# Gastrodynerus searsi
Gastrodynerus searsi är en stekelart som beskrevs av Richard Mitchell Bohart 1984. Gastrodynerus searsi ingår i släktet Gastrodynerus och familjen Eumenidae. Inga underarter finns listade i Catalogue of Life.